# Dolfe Vogelnik
Dolfe Vogelnik, slovenski pravnik, statistik in pedagog, * 8. junij 1909, Dunaj, † 22. marec 1987, Ljubljana.
V svoji bogati akademski karieri je bil privatni docent za statistiko na Pravni fakulteti v Ljubljani (1939–1941), izredni profesor za statistiko na Ekonomski fakulteti v Beogradu (1948–1952), redni profesor na Ekonomski fakulteti v Ljubljani (1952–79) in tudi rektor Univerze v Ljubljani (1958–61), po upokojitvi njen zaslužni profesor (1982).  Statistiko in socialno demografijo je predaval še na nekaterih drugih visokih šolah in fakultetah, med drugim še po upokojitvi (v 80. letih) na FSPN v Ljubljani.

## Otroštvo in šolanje
Rodil se je Janezu Vogelniku, ustanovitelju in ravnatelju Osrednjega zavoda za žensko domačo obrt v Ljubljani, in Hedviki Vogelnik (rojena Goli), 8. junija 1909 na Dunaju.
V Ljubljani je od leta 1920 do 1928 obiskoval Klasično gimnazijo, od 1928 do 1933 študiral na pravni fakulteti in bil že isto leto promoviran. 1934-35 je opravljal sodno prakso pri okrožnem sodišču v Ljubljani. V času študija se je izkazal tudi kot dober šahist: leta 1929 je zmagal na 6. nacionalnem amaterskem turnirju v Zagrebu in pridobil mojstrski naslov. Naslednje leto je na prvenstvu v Ljubljani dosegel 5. mesto.
Od 1935 do 1937 je (s pomočjo Turnerjeve ustanove) študiral na statističnem inštitutu univerze v Parizu (Sorbona) in tam (kot prvi Jugoslovan) 1937 diplomiral z nalogo Indices de l'activité économique en Yugoslavie, Pariz 1937 (Kazalniki gospodarske dejavnosti v Jugoslaviji ...).

## Delo

### Pred 2. svetovno vojno
Po diplomi 1937 na Sorboni je zasedel novo ustanovljeno mesto statistika pri Mestnem poglavarstvu v Ljubljani. Tam je med 1937 in 1942 organiziral prvo komunalno statistično službo in sestavil tudi prva Statistična letopisa mesta Ljubljana (za leti 1938 in 1939). V letu 1939 je bil tudi habilitiran in je postal privatni docent za statistiko na Pravni fakulteti v Ljubljani.

### Med 2. svetovno vojno in takoj po njej
Že v študentskih letih je sodeloval v naprednem gibanju v društvu Triglav. Aprila 1942 so ga Italijani zaradi sodelovanja z Osvobodilno fronto zaprli, jeseni obsodili na 5 let konfinacije in odpeljali na otoke Tremiti v Italiji. Po kapitulaciji Italije je prišel v Bari in v Gravini stopil v I. prekomorsko brigado, ki se je nato vključila v boje za dalmatinske otoke, ki so bili od kapitulacije Italije v partizanskih rokah, pa so jih skušali (in v veliki meri uspeli) za nekaj časa ponovno zasesti Nemci.  
Poleti 1944 ga je z Visa Vrhovni štab kot sekretarja delegacije, ki jo je vodil Vlado Velebit, poslal najprej v London, potem pa v Afriko, zlasti pridobivat Slovence in Hrvate, ki so bili kot Italijanski državljani vpoklicani v Italijansko vojsko in zdaj bili v raznih ujetniških taboriščih, za vključitev v narodnoosvobodilni boj.
Po končani nalogi se je vrnil na Vis. 14. decembra 1944 je bil tam izdan Odlok o organiziranju državnega statističnega urada federativne Jugoslavije in Vogelnik je na osnovi tega v okviru poverjeništva za obnovo organiziral novo jugoslovansko statistiko ter ustanovil in vodil statistični urad pri NKOJ na Visu. Po osvoboditvi Beograda je bil v letih 1944−46 prvi direktor Državnega statističnega urada, 1946−48 pa podpredsednik Zvezne planske komisije.

### Univerzitetni profesor
1948 je postal izredni profesor za statistiko na Ekonomski fakulteti v Beogradu.  Od 1952 do upokojitve 1979 je delal kot redni profesor na Ekonomski fakulteti v Ljubljani (predmeta socialnoekonomska statistika in demografija). 
Od 1957 do 1958 je bil tudi dekan Ekonomske fakultete, 1958–1961 pa rektor in 1961–1963 prorektor Univerze v Ljubljani.

## Družina
Poročen je bil z arhitektko, plesalko in koreografinjo, slikarko, pedagoginjo, ilustratorko, kritičarko, teoretičarko, scenografko, kostumografko Marijo Vogelnik, njuni hčerki sta arhitektka, režiserka in dramaturginja Mojca ter arhitektka, slikarka, ilustratorka, režiserka, izdelovalka in animatorka lutk Eka Vogelnik. Ena od vnukinj je glasbenica (pevka in kup instrumentov), grafična oblikovalka, snovalka, izdelovalka in animatorka lutk Brina Vogelnik.